# Calathusa charactis
Calathusa charactis är en fjärilsart som beskrevs av Edward Meyrick 1902. Calathusa charactis ingår i släktet Calathusa och familjen trågspinnare. Inga underarter finns listade i Catalogue of Life.